# Ummeliata osakaensis
Ummeliata osakaensis là một loài nhện trong họ Linyphiidae.
Loài này thuộc chi Ummeliata. Ummeliata osakaensis được Ryoji Oi miêu tả năm 1960.